# Kraantje Lek Trofee
De Kraantje Lek Trofee is sinds 1981 een Nederlands schaatstoernooi voor vrouwen. De wedstrijd wordt elk jaar gehouden in een weekend eind november of begin december op de Kunstijsbaan Kennemerland in Haarlem. De vrouwen rijden een minivierkamp (500, 1500, 1000 en 3000 meter); dit allroundtoernooi geldt tevens als kwalificatietoernooi voor het Nederlands kampioenschap allround. Sinds het seizoen 2012/2013 maakt de wedstrijd deel uit van de Holland Cup.
Naast het allroundtoernooi was er soms ook een sprinttoernooi over twee 500 meters en twee 1000 meters, een format dat men de laatste jaren in de Utrecht City Bokaal vindt. Daarnaast worden soms andere out of competition-wedstrijden verreden zoals een enkele afstand voor mannen. 
De organisatie van het schaatstoernooi is al sinds 1981 in handen van IJsclub Haarlem. De naam 'Kraantje Lek' is ontleend aan de schenker van de Trofee namelijk het gelijknamige restaurant annex uitspanning en speeltuin aan de Duinlustweg 22 te Overveen. Vanuit het verleden is er al een sterke band tussen schaatsers en het restaurant. Aan de voet van het hoge duin de 'Blinkert' waaraan het restaurant 'Kraantje Lek' is gelegen werden, al ver voordat er kunstijsbanen waren, duintrainingen afgewerkt door kernploegen en andere schaatsselecties.

## Winnaars
| Datum                       | Winnaar allroundtoernooi                  | Winnaar sprinttoernooi                    | Uitslagen                       |
| --------------------------- | ----------------------------------------- | ----------------------------------------- | ------------------------------- |
| 28–29 november 1998         | Marianne Timmer                           |                                           | Uitslag                         |
| 27–28 november 1999         | Renate Groenewold                         | Judith Straathof                          | Uitslagen                       |
| 2–3 december 2000           | Marja Vis                                 | Dianne Kootstra                           | Uitslagen                       |
| 1–2 december 2001           | Wieteke Cramer                            | Sandra 't Hart                            | Uitslagen                       |
| 30 november–1 december 2002 | Sandra 't Hart                            | Marieke Wijsman                           | Uitslagen[dode link]            |
| 29–30 november 2003         | Wieteke Cramer                            | Willeke van Benthem                       | Uitslagen                       |
| 27–28 november 2004         | Annette Gerritsen                         | Marieke Wijsman                           | Uitslagen[dode link]            |
| 26–27 november 2005         | Afstandentoernooi i.p.v. allroundtoernooi | Afstandentoernooi i.p.v. allroundtoernooi | Uitslagen                       |
| 25–26 november 2006         | Els Murris                                | Sanne van der Star                        | Uitslagen                       |
| 24–25 november 2007         | Jorien Voorhuis                           | niet verreden                             | Uitslag                         |
| 29–30 november 2008         | Wieteke Cramer                            | niet verreden                             | Uitslag (pdf)                   |
| 12–13 december 2009         | Janneke Ensing                            | niet verreden                             | Uitslag (pdf)[dode link]        |
| 4–5 december 2010           | Linda de Vries                            | niet verreden                             | Uitslag (pdf)                   |
| 3–4 december 2011           | Jorien Voorhuis                           | niet verreden                             | Uitslag                         |
| 8–9 december 2012           | Irene Schouten                            | niet verreden                             | Uitslag                         |
| 7–8 december 2013           | Yvonne Nauta                              | niet verreden                             | Uitslag                         |
| 6–7 december 2014           | Melissa Wijfje                            | niet verreden                             | Uitslag                         |
| 28–29 november 2015         | Jorien Voorhuis                           | niet verreden                             |                                 |
| 26–27 november 2016         | Annouk van der Weijden                    | niet verreden                             |                                 |
| 25–26 november 2017         | Linda de Vries                            | niet verreden                             | Eindklassement                  |
| 24–25 november 2018         | Carlijn Achtereekte                       | niet verreden                             | Eindklassement                  |
| 23–24 november 2019         | Esther Kiel                               | niet verreden                             | Eindklassement                  |
| 2020/2021                   | Afgelast vanwege coronapandemie           | Afgelast vanwege coronapandemie           | Afgelast vanwege coronapandemie |
| 20–21 november 2021         | Melissa Wijfje                            | niet verreden                             |                                 |
| 12–13 november 2022         | Elisa Dul                                 | niet verreden                             |                                 |
| 3–4 februari 2024           | Merel Conijn                              | niet verreden                             | Uitslagen                       |
| 7–8 december 2024           | Jade Groenewoud                           | niet verreden                             | Uitslagen                       |